# خاچاطور آبوویان
خاچاطور آبوویان (ارمنی: Խաչատուր Աբովեան; انگلیسی: Ḥachatur Abovian یا Abovyan زاده اکتبر ۱۵ [سبک قدیمی: اکتبر ۳] ۱۸۰۹ - ناپدیدشده آوریل ۱۴ [سبک قدیمی: آوریل ۲] ۱۸۴۸ نویسنده و چهره ملی اوایل سده نوزدهم میلادی اهل ارمنستان که در سال ۱۸۴۸ به صورت مرموزی ناپدید شد . وی آموزگار، شاعر و مدافع نوین‌گرایی بود. وی به عنوان پدر ادبیات نوین ارمنی شناخته می‌شود.

## برگزیده آثار

### نثر
رمان‌ها
- زخم‌های ارمنستان (تفلیس ۱۸۵۸) ‏ Վերք Հայաստանի Verk Hayastani
- تاریخ تیگران یا دستور اخلاقی برای کودکان ارمنی (۱۹۴۱)

غیر داستانی
- (تفلیس ۱۸۳۸)
- (۱۸۶۸)
- (۱۸۳۹)

سایر
- (تفلیس ۱۹۰۴)
- (وین ۱۹۲۹)

داستان‌ها
- (ایروان ۱۹۴۱)

### نظم
- The wine jug (Tiflis 1912)
- (ایروان ۱۹۳۹)
- (ایروان ۱۹۴۱)
- (ایروان ۱۹۴۱)

افسانه‌ها
- (تفلیس ۱۸۶۴)
- (ایروان ۱۹۴۱)

## نگارخانه

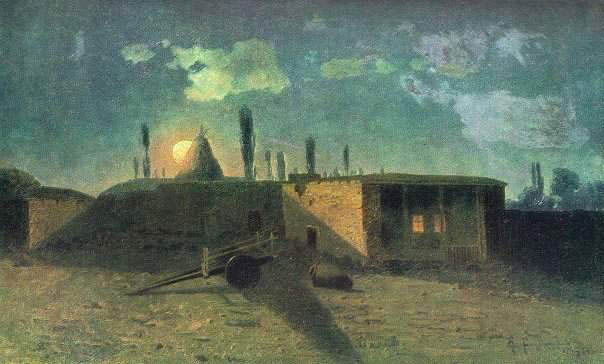
نقاشی خانه ای که آبوویان در آن به دنیا آمد اثر گوروگ باشینجاقیان ‏ ۱۸۸۴
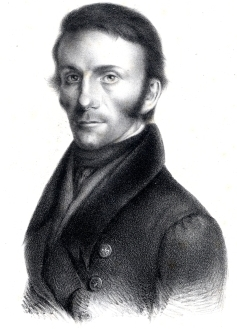
فریدریش پاروت
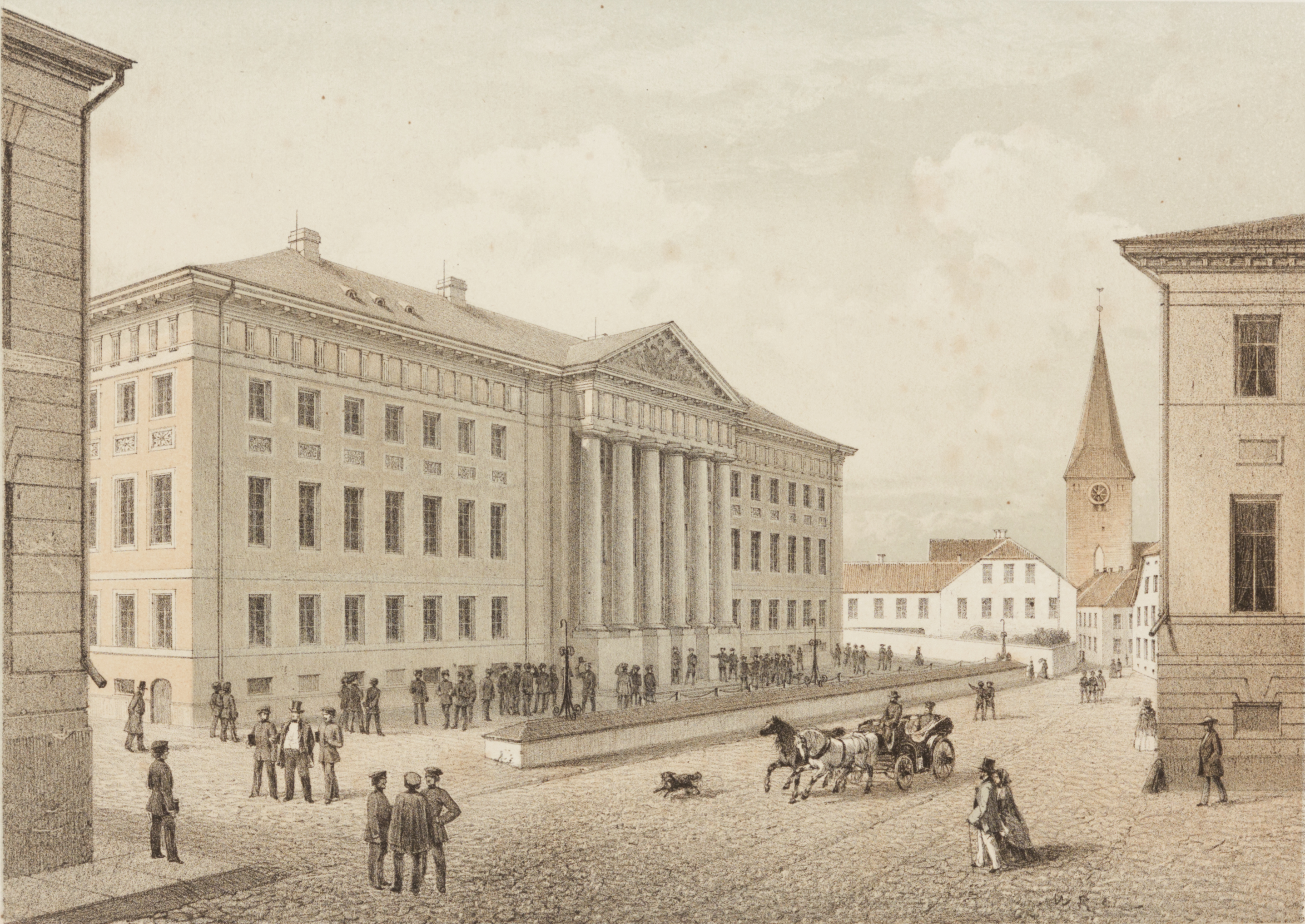
دانشگاه تارتو در میانه سده ۱۹ام میلادی
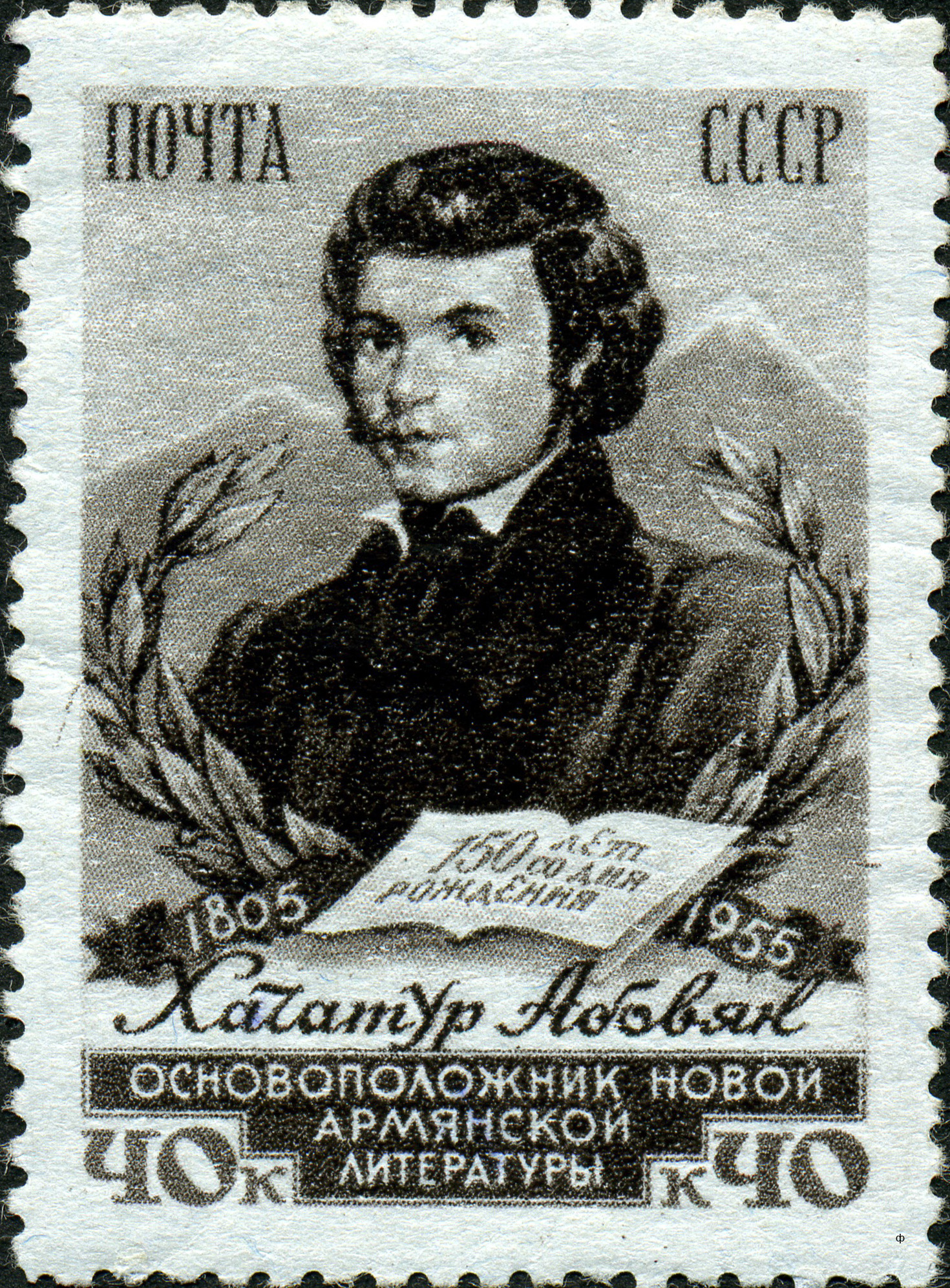
تمبر یادبود خاچاتوریان آبوویان اتحاد شوروی ۱۸۶۷
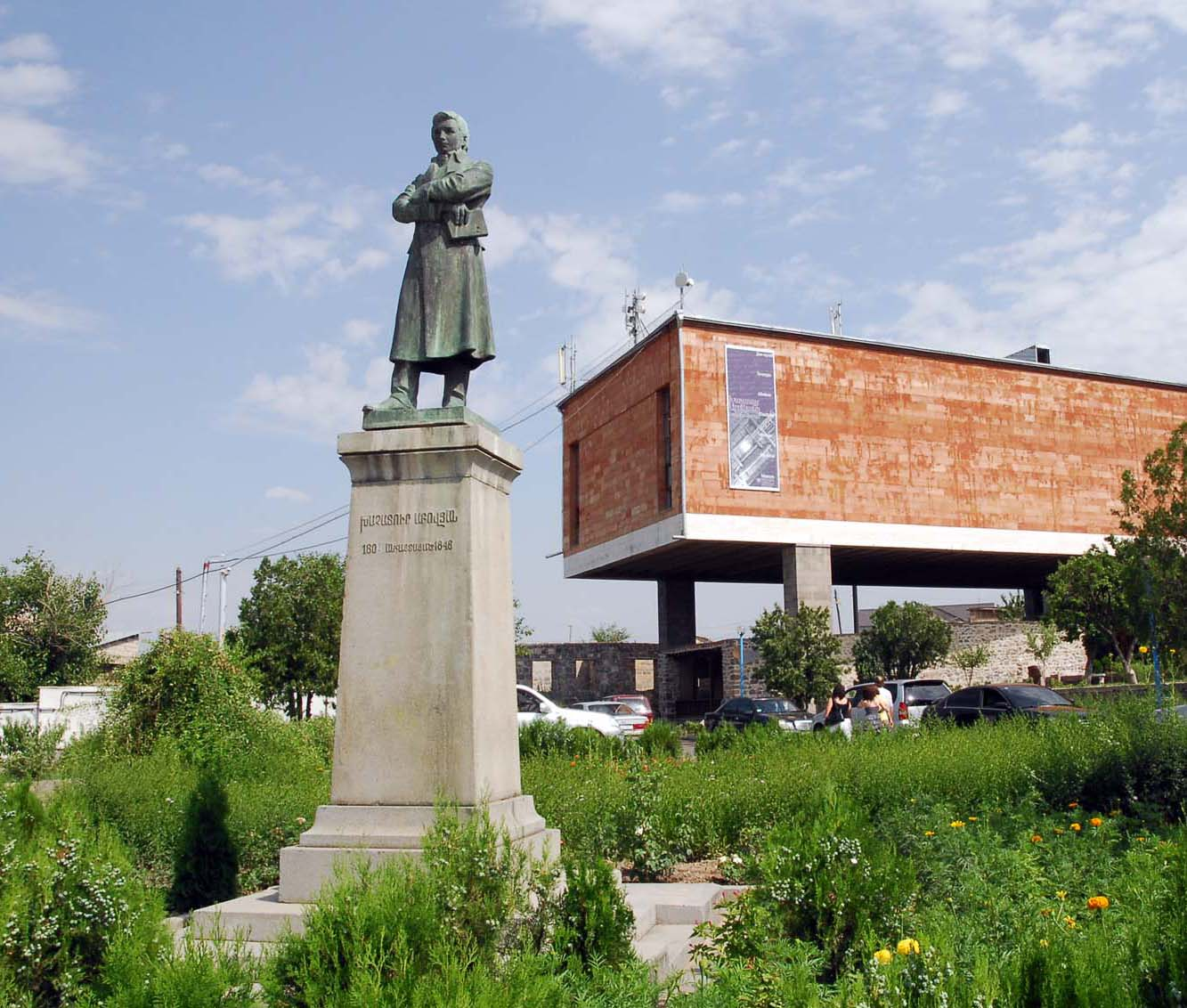
مجسمه آبوویان در روستای زادگاهش کاناکار که اکنون بخشی از پایتخت ایروان است.